# A Show of Hands (video)
A Show of Hands è un video concerto della rock band canadese Rush. Il video, che non ripropone l'intera scaletta degli spettacoli, è stato registrato durante l'Hold Your Fire Tour, precisamente in tre concerti a Birmingham nel Regno Unito, ed è stato pubblicato su diversi supporti, videocassetta, laserdisc e DVD. Esiste una versione audio CD con lo stesso nome ma che non contiene le stesse tracce, dato che il materiale è stato tratto anche da differenti registrazioni.

## Formati
Il video è stato originariamente realizzato su videocassetta e laserdisc e pubblicato nel 1989, certificato disco d'oro e platino dalla RIAA 1l 9 giugno 1989. Attualmente la versione su questi supporti è fuori produzione. Il 13 giugno del 2006 è stato nuovamente distribuito, in un DVD facente parte della raccolta Rush Replay X 3, l'intero concerto rimasterizzato digitalmente con l'audio 5.1 sorround remixato da Alex Lifeson e Mike Fraser. Il primo maggio 2007 il concerto di A Show of Hands è stato pubblicato in DVD singolo.

## Tracce
1. Intro - The Big Money
2. Marathon
3. Turn the Page
4. Prime Mover
5. Manhattan Project
6. Closer to the Heart
7. Red Sector A
8. Force Ten
9. Lock and Key (solamente sulla versione laserdisc)
10. Mission
11. Territories
12. YYZ †
13. The Rhythm Method (drum solo)
14. The Spirit of Radio
15. Tom Sawyer
16. 2112
  1. Overture
  2. The Temples of Syrinx
17. La Villa Strangiato
18. In The Mood
19. (Crediti)

† Nel versione in DVD YYZ non appare nella lista delle tracce, ma è accorpata a Territories.
Nota: la versione in VHS e quella in DVD presentano la stessa scaletta; Lock and Key compare solamente nella versione in laserdisc.

## Formazione
- Geddy Lee: basso, voce, sintetizzatori
- Alex Lifeson: chitarre, sintetizzatori, voce secondaria
- Neil Peart: batteria acustica ed elettronica